# Сандра Нурмсалу
Сандра Нурмсалу (ест. Sandra Nurmsalu, народилася 6 грудня 1988 в Алавере, Естонія) — естонська співачка і скрипалька, захисниця прав тварин. Солістка гурту Urban Symphony, що представляла Естонію на конкурсі пісні Євробачення 2009. Нурмсалу виконала основну частину пісні Rändajad, що зайняла 6-е місце у фіналі Євробачення.

## Біографія
Закінчила Талліннське музичне училище імені Георга Отса за класом поп- і джаз-співачки.
До участі в Євробаченні Нурмсалу впродовж кількох років грала і співала в фолк-гуртах Pillipiigad (протягом 7 років) і Virre (протягом 3 років). В Естонії отримала широку популярність після участі в популярному естонському конкурсі молодих виконавців «Kaks takti ette», де посіла 4-е місце.
У 2009 також виступала в реаліті-шоу «Eesti otsib superstaari». Кожен учасник мав вибрати естонського виконавця, в дуеті з яким мав заспівати. Конкурсант Отт Лепланд, пізніше переможець конкурсу, вибрав Сандру Нурмсалу для виконання «Rändajad».
У грудні 2013 року була оголошена однією з 20 півфіналістів Eesti Laul 2014 з піснею «Kui tuuled pöörduvad». 21 лютого 2014 пройшла у фінал. Посіла п'яте місце у фіналі 1 березня 2014 року.

## Особисте життя
Неодружена. Має двох дочок від свого партнера Тармо Каска: Крістал Інгрід (26 липня 2010) та Флора Лі (31 серпня 2015).

## Пісні
- Velvetiin
- Minu kodu
- Mad World
- Lootusetult hoolin sust ma
- Kui mind enam ei ole
- Hüvasti, kollane koer
- Behind These Hazel Eyes
- Hungry
- Rändajad
- Päikese poole
- Skorpion
- Sel teel (kaastegev: Sinine)
- Väike Eestimaa
- Kui tuuled pöörduvad

## Досягнення
- Tähtede Laul" (2004 р. друге місце, 2005 р. перше місце, 2006 р. перше місце)
- 2005 р. Участь у шоу «Kaks takti ette» (ввійшла до 45 найкращих)
- 2007 р. Участь у шоу «Kaks takti ette» (4 місце)
- 2008 р. Закінчила Талліннське музичне училище імені Георга Отса за класом поп-джаз співу.
- 2009 р. Солістка гурту Urban Symphony, що представляла Естонію на конкурсі пісні Євробачення 2009 і зайняла 6-е місце у фіналі Євробачення.
- Участь у Eesti Laul 2014 (вийшла у фінал конкурсу)